# Windom Peak
Windom Peak je hora v La Plata County, na jihozápadě Colorada. 
Windom Peak náleží s nadmořskou výškou 4 294 metrů a prominencí 661 metrů k nejvyšším horám v Coloradu. Je součástí pohoří San Juan Mountains, respektive jižních Skalnatých hor.
Leží 2,7 kilometru východně od dalšího z coloradských fourteeners hory Mount Eolus, v národním lese San Juan National Forest.